# 斯莫爾德瓦
50°27′28″N 25°33′44″E / 50.45778°N 25.56222°E
斯莫爾德瓦（烏克蘭語：Смордва），是烏克蘭西北部的村莊，隸屬里夫內州的杜布諾區。該村始建於1545年，面積39.6平方公里，海拔高度211米，2001年人口1,175，人口密度每平方公里29.7人。